# ژان تالیراک
ژان تالیراک (فرانسوی: Jean Talairach‎؛ ۱۵ ژانویهٔ ۱۹۱۱ – ۱۵ مارس ۲۰۰۷) روان‌پزشک، و جراح مغز و اعصاب اهل فرانسه بود که در مرکز بیمارستانی سنت-آن در پاریس فعالیت می‌کرد. او به‌خاطر ابداع مختصات تالیراک شناخته می‌شود؛ سیستمی که در جراحی مغز به روش استریوتاکتیک (جراحی با هدایت تصویری) اهمیت زیادی دارد.